# اگشتدت
اگشتدت (به آلمانی: Eggstedt) یک شهر در آلمان است که در دیمارشن واقع شده‌است. اگشتدت ۸۲۷ نفر جمعیت دارد.